# Alexandru Cistelecan
Alexandru Cistelecan (n. 2 decembrie 1951, Aruncuta, Cluj, România) este considerat de mai mulți critici literari și editorialiști unul dintre cei mai importanți și influenți critici literari români contemporani, fiind acreditat drept unul dintre cei mai buni și mai rafinați critici de poezie ai României.

## Biografie

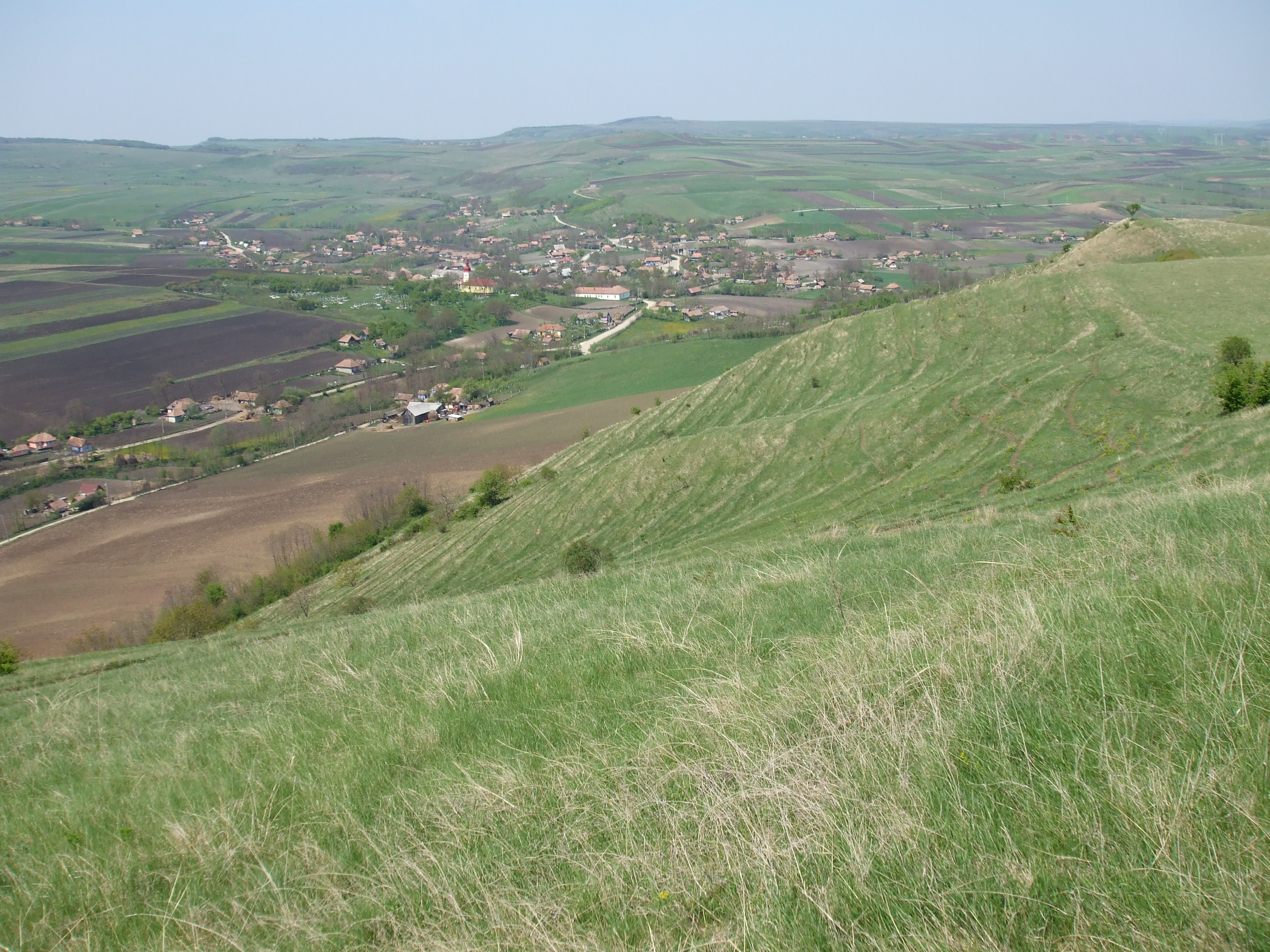
Aruncuta - așezarea în care s-a născut și a copilărit Al.Cistelecan

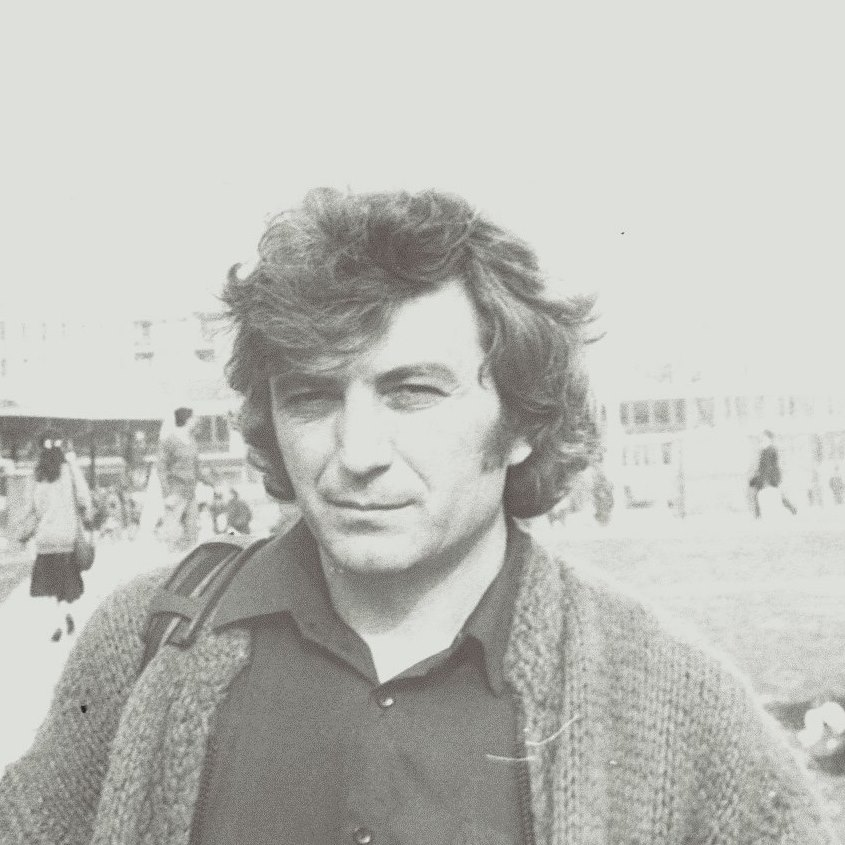
Al.Cistelecan

Alexandru Cistelecan s-a născut la 2 decembrie 1951 în localitatea Aruncuta, județul Cluj. Absolvent al Facultății de Filologie din cadrul Universității Babeș-Bolyai din Cluj, Secția româno-italiană (1974). Înainte de 1989 a fost criticul de poezie al revistelor Familia și Vatra. După Revoluție a fost redactor-șef adjunct al revistei Vatra și profesor de literatură română contemporană la universitățile din Brașov și Târgu-Mureș. Este autorul volumelor Poezie și livresc, Editura Cartea Românească, București, 1987; Celălalt Pillat, Editura Fundației Culturale Române, București, 2000; Top ten, Editura Dacia, Cluj, 2000; Mircea Ivănescu. Micromonografie; Editura Aula, Brașov, 2003; 11 dialoguri (aproape teologice); Editura Galaxia Gutenberg, Târgu Lăpuș, 2003; Al doilea top, Editura Aula, Brașov, 2004; 15 dialoguri critice, Editura Aula, Brașov, 2005. Este autorul mai multor articole din Dicționarul Scriitorilor Români (coordonat de Mircea Zaciu, Marian Papahagi și Aurel Sasu) și al unor traduceri din limba italiană.

## Studii și specializări

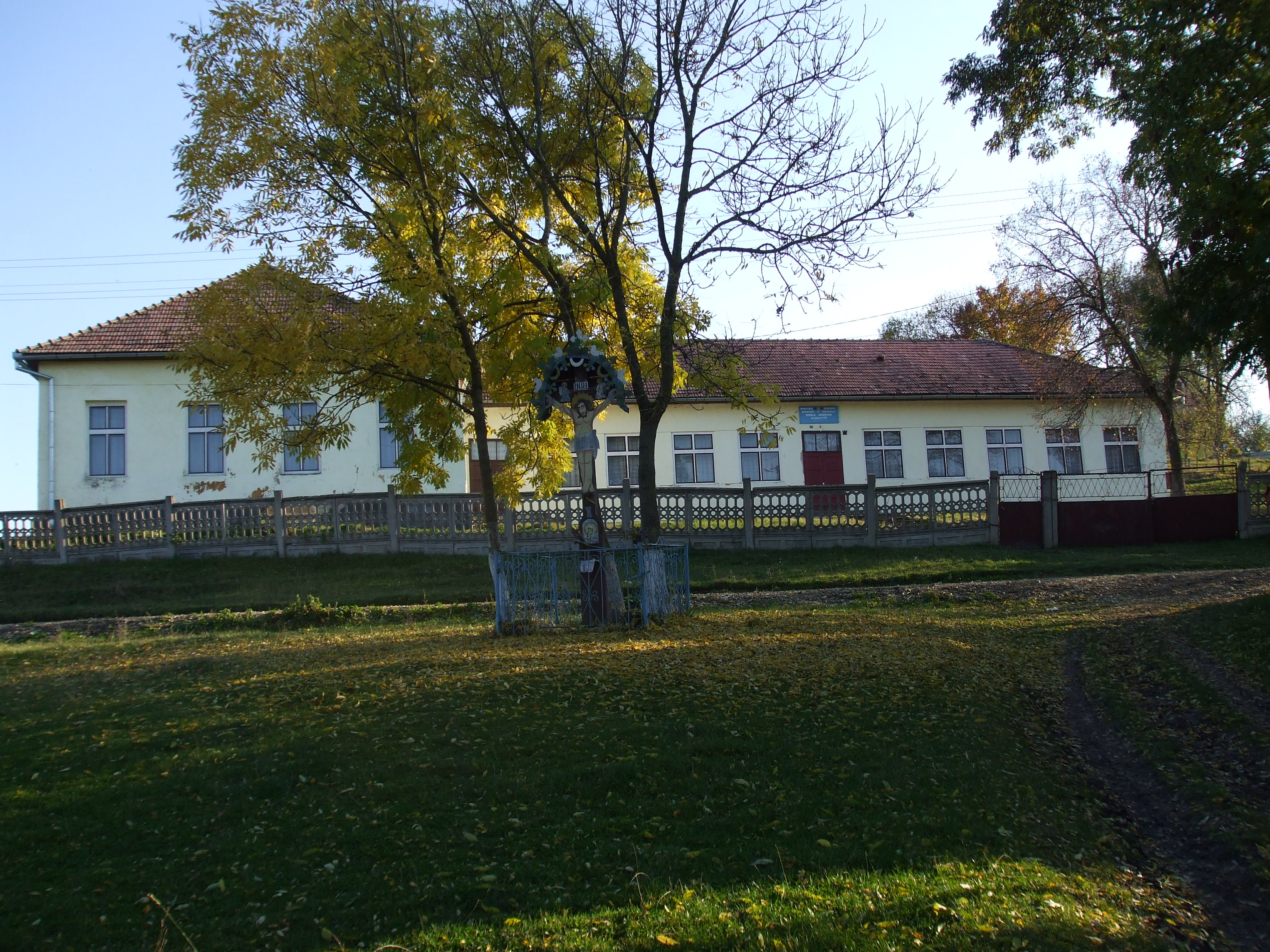
Scoala din sat în care a învățat criticul literar

- A studiat între 1958 și 1966 la școala generală din Aruncuta , jud.Cluj. Studiile secundare la Liceul „Ady-Șincai” (1966–1970) din Cluj;Studii universitare la Facultatea de Filologie din Cluj, secția română-italiană, absolvită în anul 1974. Între august–septembrie 1991 – bursier al Fondation pour une Entraide Intelectuelle Européene, Paris. Între octombrie–decembrie 1992, bursier Tempus, Universitatea „La Sapienza”, Roma. În perioada ianuarie – mai 1994, bursă de studiu și cercetare pe lîngă „Centro Ezio Aletti” și Pontificio Istituto Orientale, Roma. Devine doctor în filologie al Universității „Babeș-Bolyai” din Cluj, cu teza Ion Pillat și pillatismul în anul 2000.

## Cariera profesională
- A fost pe rând profesor în localitatea natală, apoi metodist la Casa de cultură orășenească din Oraș Dr. Petru Groza (azi Ștei), jud. Bihor (1975 – 1980). Metodist la Casa municipală de cultură Oradea, jud. Bihor (1980–1987).Va deveni mai apoi redactor la revista Vatra, Târgu Mureș (1987–1993), iar din 1993 – redactor-șef adjunct al aceleiași reviste. Între 1994–2000, lector de literatură română contemporană la Universitatea „Transilvania”, Brașov, din 2001-2004 – conferențiar de literatură română contemporană la Universitatea „Petru Maior”, Tîrgu Mureș, iar din 2004 – prezent – profesor universitar, Universitatea „Petru Maior”, Tîrgu Mureș. Din 2007 - prezent – Conducător de doctorat; Director al Școlii Doctorale de Studii Literare[8]

## Activitatea publicistică
Publică studii, articole, eseuri și cronici literare în revista Vatra, referință la Schiță în cărbune: Mircea A. Diaconu, în "Hyperion", an 28, nr. 7-8-9/2010 (195-196-197), p. 144-146. Ulterior va deveni redactor-coordonator al revistei Provincia (1999-2002); coordonator al colecției Canon, Editura Aula, Brașov, este editorialist la ziarul Evenimentul zilei – ediția de Transilvania, semnează numeroase prefețe și postfețe la volume de poezii. În prezent, colaborează cu studii și cronici literare în Cuvîntul, Luceafărul, Piața literară, Columna, Poezia.